# 李國麟 (律師)
李國麟律師（Li Kwok Lung,Alfred Ronald），广东鹤山人，李佩材家族成員，前香港聯合交易所主席李福兆的兒子，他亦是現任新灃集團（1223）主席，主要從事運動鞋及輕便鞋之製造與銷售、物業投資及投資控股業務。

## 名下馬匹
李國麟是香港賽馬會會員，曾經與潘長風、劉漢鈞、黎慶超（黎榮）等人合夥養馬，亦是永威賽馬團體、永輝賽馬團體合夥人，名下賽駒以「多多」兩字命名，包括多多寶、多多昇、多多計、多多勁、多多勁駒、多多寶馬、多多得、多多利、多多快、多多囍、多多醒、多多勁驥、多多寶驥、多多勇駒、多多光彩、多多勝、多多好馬等等。